# Coelogynopora gallica
Coelogynopora gallica är en plattmaskart som beskrevs av Sopott-Ehlers 1976. Coelogynopora gallica ingår i släktet Coelogynopora och familjen Coelogynoporidae. Inga underarter finns listade i Catalogue of Life.